# William C. Dowlan
William C. Dowlan, parfois cité W. C. Dowlan ou William Dowlan (né le 21 septembre 1882 à Saint Paul, au Minnesota et mort le 6 novembre 1947  à Los Angeles, en Californie) est un acteur et un réalisateur américain.

## Filmographie

### Comme acteur
- 1912 : Home and Mother
- 1912 : In the Long Run
- 1912 : The Stigma
- 1914 : Richelieu d'Allan Dwan
- 1914 : A Night of Thrills de Joseph De Grasse
- 1914 : Carlotta the Bean Stringer d'Allan Dwan
- 1914 : Her Escape de Joseph De Grasse
- 1914 : The Embezzler d'Allan Dwan
- 1914 : The End of the Feud d'Allan Dwan
- 1914 : The Forbidden Room d'Allan Dwan
- 1914 : The Hopes of Blind Alley d'Allan Dwan
- 1914 : The Lion, the Lamb and the Man de Joseph De Grasse
- 1914 : The Sin of Olga Brandt de Joseph De Grasse
- 1914 : The Tragedy of Whispering Creek d'Allan Dwan
- 1914 : The Unlawful Trade d'Allan Dwan
- 1914 : Them Ol' Letters d'Edwin August
- 1915 : A Modern Enoch Arden de Burton L. King
- 1915 : Across the Footlights de Burton L. King
- 1915 : All for Peggy (en) de Joseph De Grasse
- 1915 : An Idyll of the Hills (en) de Joseph De Grasse
- 1915 : Outside the Gates (en) de Joseph De Grasse
- 1915 : Such Is Life (en) de Joseph De Grasse
- 1915 : The Desert Breed de Joseph De Grasse
- 1915 : The Measure of a Man (en) de Joseph De Grasse
- 1915 : The Old Doctor de Murdock MacQuarrie
- 1915 : The Star of the Sea (en) de Joseph De Grasse
- 1915 : Threads of Fate (en) de Joseph De Grasse
- 1915 : Under the Crescent de Burton L. King
- 1915 : Where the Forest Ends (en) de Joseph De Grasse

### Comme réalisateur

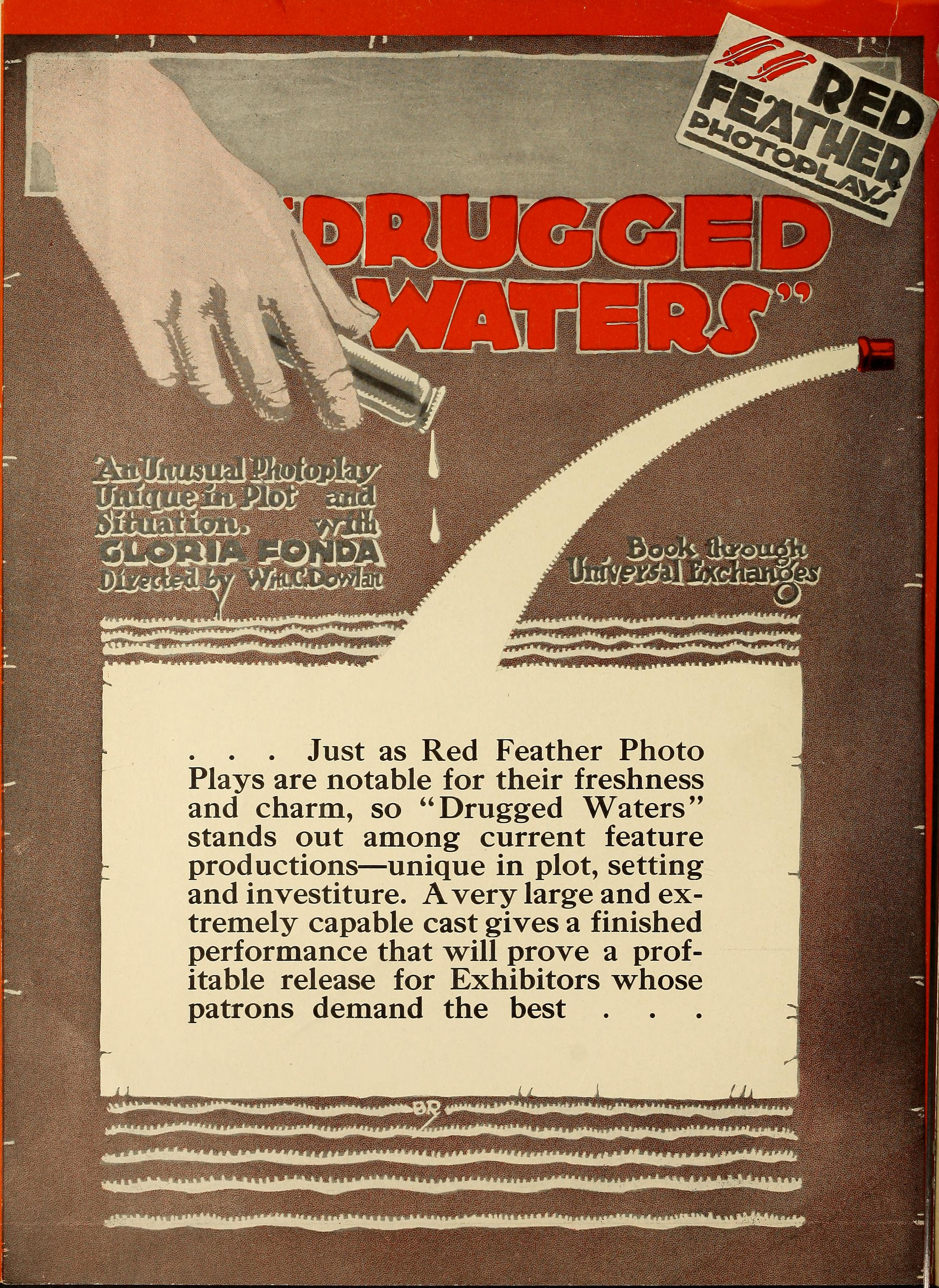
Publicité pour son film Drugged Waters en 1916 (graphisme : Burton Rice).

- 1915 : Dear Little Old Time Girl
- 1915 : Her Mysterious Escort
- 1915 : Lord Barrington's Estate
- 1915 : The College Orphan
- 1915 : The Devil and Idle Hands
- 1915 : The Double Standard
- 1915 : The Great Fear (it)
- 1915 : The Lilt of Love
- 1915 : The Masked Substitute
- 1915 : The Mayor's Decision
- 1915 : Their Secret
- 1916 : Drugged Waters
- 1916 : Just Plain Folks
- 1916 : Lavinia Comes Home
- 1916 : The Light
- 1916 : The Madcap
- 1916 : Youths Endearing Charm
- 1917 : Somewhere in America (en)
- 1917 : The Outsider (en)
- 1917 : Two-Gun Parson
- 1918 : Alias Mary Brown
- 1918 : Daughter Angele
- 1918 : Irish Eyes
- 1918 : The Atom
- 1919 : Common Property (en)
- 1919 : Cowardice Court
- 1919 : Loot
- 1919 : Restless Souls (en)
- 1919 : Under Suspicion (it)
- 1920 : Dangerous to Men (en)
- 1920 : Locked Lips (en)
- 1920 : The Chorus Girl's Romance (en)
- 1920 : The Peddler of Lies (en)